# فریزلند (مینه‌سوتا)
فریزلند (به انگلیسی: Friesland) یک منطقهٔ مسکونی در ایالات متحده آمریکا است که در شهرستان پین، مینه‌سوتا واقع شده‌است. فریزلند ۴۰ نفر جمعیت دارد و ۳۴۸٫۰۹ متر بالاتر از سطح دریا واقع شده‌است.